# Sabína Oroszová
Sabína Oroszová (ur. 3 czerwca 1993 w Bratysławie) – słowacka koszykarka występująca na pozycji silnej skrzydłowej, reprezentantka kraju. 
21 sierpnia 2018 została zawodniczką Wisły Can-Pack Kraków. 1 grudnia opuściła klub.

## Osiągnięcia
Stan na 18 września 2018, na podstawie, o ile nie zaznaczono inaczej.
NCAA
- Mistrzyni sezonu regularnego dywizji zachodniej, konferencji OVC (2013)
- Wicemistrzyni sezonu regularnego:
  - konferencji OVC (2012)
  - dywizji zachodniej, konferencji OVC (2014)
- Zaliczony do:
  - I składu OVC (2015)
  - II składu OVC (2014)

Drużynowe
- Wicemistrzyni:
  - Ligi Europy Środkowej (CEWL – 2017)
  - Słowacji (2016, 2017)
- Zdobywczyni Pucharu Słowacji (2017)
- Finalistka Pucharu Słowacji (2016)
- Uczestniczka rozgrywek Eurocup (2015–2017)

Indywidualne
(* – nagrody przyznane przez portal eurobasket.com)
- Zaliczona do*:
  - I składu najlepszych zawodniczek krajowych ligi słowackiej (2017)
  - II składu ligi słowackiej (2017)

Reprezentacja
- Brązowa medalistka mistrzostw Europy U–16 dywizji B (2009)
- Uczestniczka:
  - mistrzostw Europy:
    - 2017 – 8. miejsce
    - U–20 (2011 – 13. miejsce, 2013 – 7. miejsce)
    - U–18 (2010 – 9. miejsce, 2011 – 14. miejsce)
- Zaliczona do*:
  - I składu mistrzostw Europy U–16 dywizji B (2009)
  - III składu mistrzostw Europy U–20 (2013)